# Rollen (beweging)

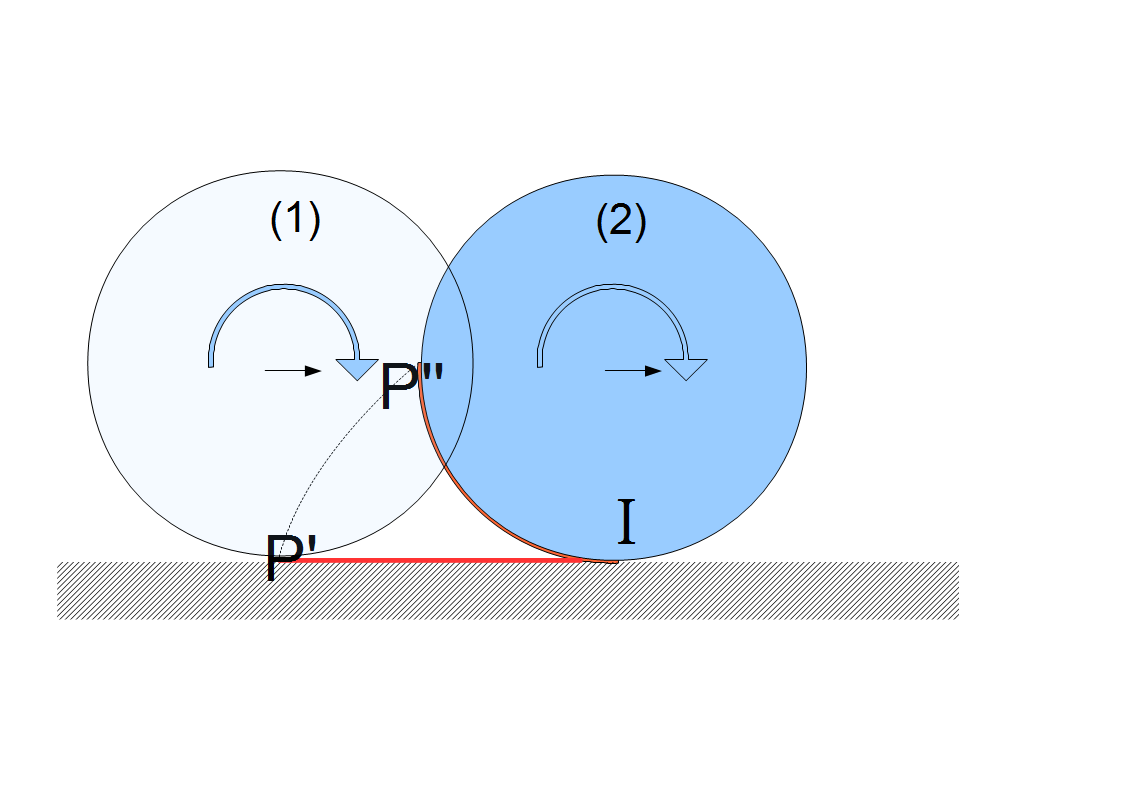
Bij overgang van situatie (1) naar (2) gaat P' over naar P", de afstand IP' is gelijk aan de booglengte IP". (P' en P" stellen hetzelfde punt, van het bewegend lichaam, voor maar op de tijdstippen (1) en (2))

Rollen is een vorm van bewegen waarbij een voorwerp  (gewoonlijk een rond object, zoals een wiel) om het middelpunt draait en daarbij over een ondergrond beweegt zonder dat schuiven of glijden optreedt. Bij één omwenteling legt het voorwerp een afstand af gelijk aan de omtrek van het voorwerp.
Bij overgang van situatie (1) naar (2) (zie figuur) gaat P' over naar P", de afstand IP' is gelijk aan de booglengte IP". (P' en P" stellen hetzelfde punt, van het bewegend lichaam, voor maar op de tijdstippen (1) en (2) ).
Het contactpunt (I) heeft snelheid nul. Dit kan theoretisch aangetoond worden. Het is een momentane pool of ogenblikkelijk rotatiecentrum. Deze eigenschap wordt door sommigen als definitie gegeven, waarbij de gelijkheid van afstanden wordt bewezen.